# Завод суперфосфату в Кернсі
Завод суперфосфату в Кернсі — колишній виробничий майданчик на північному сході Австралії.
В середині 1940-х років компанія A.C.F. and Shirleys Fertilizers Ltd запустила у штаті Квінсленд в Пінкенба завод з виробнцитва фосфорного добрива — суперфосфату. В 1955-му на додачу до нього ввели в дію майданчик у Кернсі, який мав перебрати на себе постачання споживачів на півночі штату. Потужність нового підприємства становила 15 тисяч тонн суперфосфату на рік, проте згодом цей показник збільшили.
Технологічний процес передбачав обробку фосфоритів сульфатною кислотою, яку продукували на цьому ж майданчику.
У 1970-му унаслідок злиття A.C.F. and Shirleys Fertilizers з Austral Pacific Fertilisers (нещодавно запустила свій аміачний завод в Гібсон-Айленді) та Eastern Nitrogen Ltd (мала завод азотних добрив у Коорганзі, в сусідньому штаті Новий Південний Уельс) виникла компанія Consolidated Fertilizers Limited (CFL), що в 1983-му була перейменована на Incitec (а у 2003-му об'єдналась з Pivot Limited в компанію Incitec Pivot). Поява об'єднаної компанії дозволила оптимізувати розміщення виробництва і в якийсь момент майданчик в Кернсі припинив продукування добрив, хоча його продовжили використовувати з метою їх дистрибуції.